# ترور وایت
تِـرِوِر وایت (انگلیسی: Trevor White؛ زادهٔ ۲۶ اکتبر ۱۹۷۰) یک هنرپیشه اهل کانادا است. وی از سال ۱۹۹۶ میلادی تاکنون مشغول فعالیت بوده‌است.

## گزیدهٔ آثار

### سینما
- شوالیه تاریکی برمی‌خیزد (۲۰۱۲)
- جنوا (۲۰۰۸)
- روزی دیگر بمیر (۲۰۰۲)

### تلویزیون
- دانتون ابی (۲۰۱۱)

### بازی‌های ویدئویی
- قتلگاه: مزدور (۲۰۱۳)